# دامبولا
دامبولا (به لاتین: Dambulla) یک منطقهٔ مسکونی در سری‌لانکا است که در ناحیه متاله واقع شده‌است.

## خصوصیات
دامبولا ۲۴٬۴۳۳ نفر جمعیت دارد.